# Rafael Mateos
Rafael Mateos (23 februari 1976) is een Spaans voormalig wielrenner.

## Levensloop en carrière
Mateos was professioneel wielrenner van 1998 tot 2003. Hij won vijf koersen, waaronder een rit in de Ronde van Castilië en León in 1999.

## Resultaten in voornaamste wedstrijden
| Jaar | Ronde van Italië | Ronde van Frankrijk | Ronde van Spanje |
| ---- | ---------------- | ------------------- | ---------------- |
| 2000 |                  | opgave              | opgave           |
| 2001 | opgave           |                     |                  |